# Yami (déesse)
Ne doit pas être confondu avec Yami  (langue).
La déesse Yamuna (sanskrit et hindi : यमुना) est — avec la déesse Ganga — l'une des divinités les plus fréquemment représentées dans l'hindouisme. Dans les Védas, elle apparaît souvent sous le nom de Yamī, plus tard également sous le nom de Kalindi ("la Noire"). Le Gange et la Yamuna sont les deux fleuves les plus sacrés de l'Inde et sont souvent compris comme une seule entité ; leur confluence à Prayagraj est considérée comme l'un des lieux les plus sacrés de l'Inde.

## Mythe
Yami et son frère jumeau, le dieu de la mort Yama, sont les enfants du dieu solaire Sūrya et de son épouse Saranyu. En tant que fille de Sūrya, elle apparaît aussi parfois sous les noms de Suryatanaya, Suryaja ou Ravinandini. Contrairement à son frère jumeau, Yami/Yamuna est considérée comme une déesse de la vie ; parfois, une relation incestueuse entre les deux frères et sœurs est également supposée.

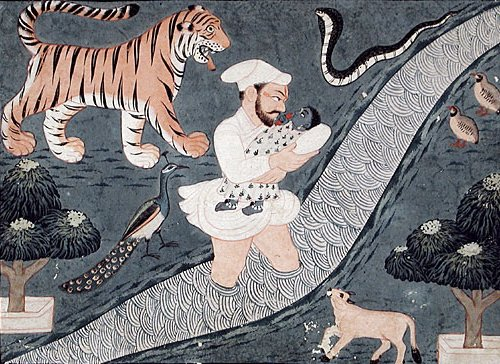
Vasudeva porte l'enfant Krishna à travers la rivière Yamuna. Peinture Pahari (style École de Mandi) réalisée au milieu du XVIIIe siècle.

Les Puranas racontent une relation avec le dieu Krishna, dont le père Vasudeva l'a porté à travers le gué de la rivière Yamuna peu après sa naissance pour le protéger des harceleurs. Enfant et jeune, Krishna a passé sa vie parmi les bergers près de la ville de Vrindavan sur la rivière Yamuna, où lui et Arjuna, le  troisième des cinq frères Pandava, ont vu un jour une jolie fille sur la rive. Elle dit à Arjuna, mandaté par Krishna, qu'elle s'appelle Kalindi, qu'elle est la fille de Sūrya et qu'elle aurait un jour Vishnu comme mari. Arjuna rapporte ces dires à Krishna, qui — en tant qu'incarnation de Vishnu — prend la jolie fille comme épouse et part avec elle à Dwarka. Selon la Bhagavata Purana, ils eurent dix fils.
Une autre histoire est racontée dans le Padma Purana : deux frères ont vécu une vie insouciante consacrée aux convoitises terrestres qui les ont finalement conduits à la pauvreté et se sont transformés en voleurs jusqu'à ce qu'ils soient finalement tués par des animaux sauvages. Dès le jugement de Yama pour les morts, l'aîné fut banni en enfer (naraka), mais le cadet alla au ciel (svarga) ; stupéfait, il demanda pourquoi, puisque tous deux avaient vécu la même vie après tout... On lui dit qu'il avait passé deux mois dans un ashram sur les rives de la Yamuna - le premier mois le purifiant de tous les péchés et le deuxième mois lui garantit une place dans le paradis de l'ashram…

## Représentations
Les représentations de Ganga et de Yamuna sont connues depuis la période Gupta ; ils sont presque toujours présentés dans un contexte commun – quoique spatialement séparés les uns des autres. Ils sont un motif populaire sur les portails des temples, où ils sont d'abord représentés comme de jolies figures féminines aux deux extrémités des linteaux et plus tard à la base des montants de porte latéraux. Dans cette position, ils ont une fonction de bon augure, de bénédiction et de purification ainsi qu'une fonction apotropaïque. Ils sont souvent accompagnés de serviteurs et de gardes ; on disait que tous deux tenaient une cruche ou un vase (kalasha), mais ceux-ci sont souvent cassés. La monture de Yamuna (vahana) est généralement une tortue (kurma).
Des représentations picturales des deux déesses Ganga et Yamuna se trouvent parfois à l'entrée des temples bouddhistes.

## Littérature
- Anneliese et Peter Keilhauer, Die Bildsprache des Hinduismus. Die indische Götterwelt und ihre Symbolik, DuMont, Cologne, 1986, page 215f  (ISBN 3-7701-1347-0).

## Source
- Louis Frédéric, Dictionnaire de la civilisation indienne, Robert Laffont, 1987, 1276 p. (ISBN 2-221-01258-5), p. 1153 (article « Yama »)